# Рубіжне (Лозівський район)
Рубіжне (до 18 лютого 2016 — Червоний Шахта́р) — село в Україні, у Лозівській міській громаді Лозівського району Харківської області. Населення становить 171 осіб. Орган місцевого самоврядування— Царедарівська сільська рада.

## Географія
Село примикає до села Водолага, на відстані до 3-х км розташовані села Дивізійне, Барабашівка, Полтавське і Герсеванівка. По селу протікає пересихаючий струмок з загатами. За 1 км від села проходить автомобільна дорога Т 2107. На відстані 2 км знаходиться залізнична станція Герсеванівський.

## Історія
- 1917 — дата заснування.
- До 2016 року село носило назву Червоний Шахтар[1].
- 12 червня 2020 року, відповідно до Розпорядження Кабінету Міністрів України  № 725-р «Про визначення адміністративних центрів та затвердження територій територіальних громад Харківської області», увійшло до складу Лозівської міської громади.[2]
- 17 липня 2020 року, в результаті адміністративно-територіальної реформи та ліквідації колишнього Лозівського району (1923—2020), увійшло до складу новоутвореного Лозівського району Харківської області.[3]

## Населення

### Мова
Розподіл населення за рідною мовою за даними :
| Мова       | Кількість | Відсоток |
| ---------- | --------- | -------- |
| українська | 169       | 98.83%   |
| російська  | 2         | 1.17%    |
| Усього     | 171       | 100%     |